# Tahitien
Pour les articles homonymes, voir Maohi.
Ne doit pas être confondu avec Tahitiens.
Le tahitien (autonyme : te reo Tahiti /te ˈreo ˈtahiti/) est l'une des cinq langues reconnues de la Polynésie française, où il reste la seconde langue véhiculaire, en concurrence avec le français, unique langue officielle de ce pays d'outre-mer.
La langue tahitienne est parlée dans l'archipel de la Société, notamment à Tahiti, au Nord-Ouest des Tuamotu et à Tubuai. Elle est également la langue maternelle d'une partie des Tahitiens de Nouvelle-Calédonie.
C'est une langue de tradition orale, transcrite pour la première fois au début du XIXe siècle par des évangélisateurs chrétiens de la London Missionary Society pour la traduction de la Bible.

## Définition

### Classification
Le classement des langues par famille de la langue tahitienne, permet d’imaginer le voyage qui conduisit à travers les siècles les ancêtres des Polynésiens de l’île de Taïwan jusqu’aux Îles de la Société. Le tahitien fait en effet partie des langues austronésiennes parlées à Madagascar, en Asie du Sud-Est et dans l’océan Pacifique. L’origine probable du proto-austronésien, ancêtre commun à toutes les langues de cette famille, est l’île de Taïwan. Cette famille se divise en deux branches, l’une comprenant les langues formosanes contemporaines parlées par les autochtones de Taïwan, l’autre, dite malayo-polynésienne, comprenant les langues parlées dans les océans Indien et Pacifique.
Le tahitien est donc classé dans la branche malayo-polynésienne, plus précisément dans le groupe central-oriental, qui regroupe les langues parlées à l’Est de Célèbes. Ce groupe comprend un sous-groupe océanien pour les langues parlées à l’Est de la Nouvelle-Guinée. Ce sous-groupe se scinde lui-même pour distinguer les langues océaniennes centrales et orientales, dont le foyer de diffusion est les Îles Samoa. Le tahitien est inclus dans les langues du Pacifique central (avec par exemple le fidjien), parmi les langues polynésiennes (tongien, samoan, hawaïen) et donne son nom au sous-groupe des langues tahitiennes (maoris) parlées dans les archipels de la Société, des Australes et des Tuamotu ainsi qu’aux Îles Cook et en Nouvelle-Zélande.
| no  | tahitien  | maori (LT) | hawaïen (LP) | rotuman (LPC) | gilbertin (LOCO) | tagalog (LMP)           | français (LIE)    |
| --- | --------- | ---------- | ------------ | ------------- | ---------------- | ----------------------- | ----------------- |
| 2   | ’oe       | koe        | ’oe          | ’äe           | ko               | ikaw, ka, kayo (formel) | tu, vous (formel) |
| 36  | vahine    | wahine     | wahine       | hȧn           | aine             | babae                   | femme             |
| 73  | tari’a    | taringa    | pepeiao      | faliga        | taninga          | tenga                   | oreille           |
| 74  | mata      | mata       | maka         | mafa          | mata             | mata                    | œil               |
| 92  | inu       | inu-mia    | inu          | ’imo          | moi              | uminom, inumin          | boire             |
| 93  | ’ai, ’amu | kai-nga    | ’ai          | ’ā, ’ātē      | kana, kang       | kumain, kainin          | manger            |
| 100 | ’ata      | kata       | ’aka         | kahā          | ngare            | tumawa                  | rire              |
| 151 | ua        | ua         | ua           | uas           | karau            | ulan                    | pluie             |
| 159 | fenua     | whenua     | honua        | hanua         | aontano          | lupa                    | terre (sol)       |

Faisant abstraction de ce classement par familles, toutes les langues autochtones de la Polynésie française sont désignées par l’expression te mau reo mā’ohi, qui, outre le tahitien, incluent le paumotu, le marquisien, les langues australes et le mangarévien.
En typologie morphologique, le tahitien semble être une langue isolante. En typologie syntaxique, le tahitien est une langue de type VSO, bien que les grammaires récentes évitent dans leur description la catégorie du verbe pour privilégier le terme de prédicat. En typologie rythmique, le tahitien est une langue accentuelle, qui marque un accent tonique fixe selon la longueur des syllabes dans un mot.
La norme ISO 639 représente le tahitien par le code à 2 lettres ty; les codes ta, th, ti et tt sont respectivement utilisés pour le tamoul, le thaï, le tigrigna et le tatar, ces langues ayant plus de locuteurs vivants. La norme ISO 639-3 utilise le code à 3 lettres tah et catégorise le tahitien comme une langue individuelle, car distincte des autres langues tahitiennes, et vivante, car il reste la langue maternelle de dizaines de milliers de Polynésiens. Pour indiquer le tahitien comme langue de base, l’IETF reprend comme étiquette d'identification le code ISO 639-2 ty. Dans la classification philologique de l’Observatoire linguistique, le tahitien est inclus dans la phylozone transpacifique, numéroté 39, du phylosecteur austronésien, classé dans la série 39-CA (du nukuoro au rapanui), dont les langues entretiennent des relations complexes résultant de migrations interinsulaires, dans le réseau 39-CAQ des langues tahitiennes et maories (incluant les langues marquisiennes). Le tahitien est donc identifié 39-CAQ-h dans le « Registre de la Linguasphère ».

### Nom
Tahiti étant, politiquement et en superficie, l'île principale des Îles de la Société, elle donne son nom à la langue vernaculaire de tout l'archipel.
La London Missionary Society édite en 1851 « a Tahitian and English Dictionary ». En 1861, le tahitien est présenté par Étienne Jaussen comme un « dialecte tahitien » de la « langue maorie ». Dès 1887, il revoit cette dénomination pour privilégier celle de « langue tahitienne ». Les notices d’autorité contemporaines identifient cette langue sous le nom « tahitien » en français et « Tahitian » en anglais.
Le tahitien se nomme lui-même « reo tahiti », soit mot-à-mot « langue de Tahiti » ou « langue tahitienne ». Lorsque le contexte est univoque, il est également métaphoriquement appelé « reo māʻohi », c'est-à-dire « langue parlée par les Polynésiens ». Cet usage métaphorique, apparu à la fin des années 1970 et employé aussi bien en tahitien qu'en français local, sert une revendication identitaire en marquant une distinction avec la culture française.

## Histoire

### Peuplement des Îles de la Société
La seconde vague de peuplement de l′Océanie permis aux premiers Polynésiens venant des Fidji d’atteindre vers l’an 300 les Iles de la Société, jusqu’alors inhabitées. Ils apportèrent donc leur langue et n’eurent à subir aucune influence externe dans son évolution pendant plusieurs siècles. De tradition orale, il ne reste que des indices indirects de cette évolution.
Le langage parlé était autrefois l'apanage des puissants. Le peuple faisant autant que possible l'économie du langage, lui substituant des gestes et mimiques. Il en reste aujourd'hui de nombreuses traces (par exemple le haussement de sourcil pour indiquer son approbation,).

#### La coutume dupi’i
Cette coutume rendait tabous certains mots du vocabulaire,.

### DuXVIIIeauXXesiècle

#### Première transcription
Lorsqu'à la fin du XVIIIe siècle, lorsque les Européens arrivent à Tahiti, il n'y existe pas d'écriture : tout se transmet oralement. Ce sont les missionnaires protestants arrivés en 1797 sur le Duff (en), notamment Henry Nott (1774-1844), qui vont mettre au point le système de notation alphabétique permettant le passage à l'écrit ; après d'assez longs tâtonnements, ils adoptent un système avec 5 voyelles et 9 consonnes, et réalisent les premières impressions de la Bible traduite en langue tahitienne. Les Polynésiens vont apprendre à lire et écrire à l'aide de la Bible.

#### Influence des langues étrangères
Le vocabulaire s'enrichit avec l'introduction de mots nouveaux issus de la langue parlée par les missionnaires, mais aussi des langues latine, grecque ou hébraïque. Aujourd'hui encore, c'est autour de l'Église (catholique) et surtout du Temple (protestant) que le Tahitien apprend à parler sa langue.
De même que les missionnaires ont donné au tahitien moderne un vocabulaire religieux particulièrement complet, les interprètes l'ont doté d'un vocabulaire administratif et juridique exhaustif et l'ont rendu apte à exprimer sans difficulté le langage des actes, jugements et textes législatifs. Ce vocabulaire est souvent tiré du français.
Depuis la fin du XVIIIe siècle, l'anglais puis le français ont été la source d'apports très importants dans le vocabulaire mais aussi la cause de nombreuses corruptions de la syntaxe. L'influence de ces deux langues européennes s'est exercée spontanément à travers les échanges commerciaux et sociaux et en raison d'une présence importante de locuteurs bilingues.
Quelques mots tahitiens se sont également introduit dans la langue française, comme le paréo du tahitien pāreu. De nombreux plats de la cuisine de Tahiti ne sont connus en français que sous leur nom tahitien (po’e, mā’a tinitō, etc.).

### Évolution contemporaine

#### La situation actuelle du tahitien
La langue tahitienne se trouve en concurrence avec la langue française, langue officielle en tant que « langue de la République » (art. 2 de la Constitution). Parmi les langues régionales du territoire français, le tahitien est une de celles qui se maintiennent le mieux. En 2015, les meilleures estimations disponibles indiquent entre 61 850 et 68 260 locuteurs en Polynésie française. En 2013, Statistics New Zealand ne recensait que 240 résidents néo-zélandais parlant tahitien. Aucune estimation n'est en revanche disponible pour les 5 600 Tahitiens de Nouvelle-Calédonie ou les autres Polynésiens émigrés.
Le tahitien reste la langue maternelle d'une partie de la population des îles de la Société ; le bilinguisme est devenu courant, mais la connaissance du tahitien est considérée comme nécessaire par le personnel politique de Polynésie française. Un phénomène caractéristique de la vie politique est l'utilisation, à partir des années 1960, du tahitien pour les noms des partis politiques, notamment le Pupu Here Aia, successeur du RDPT, et de façon plus surprenante, le Tahoeraa Huiraatira, ex-Union tahitienne, fondée à l'origine dans une perspective anti-autonomiste.
Le tahitien est aussi utilisé dans les cultes chrétiens, dans un certain nombre de médias et dans l'édition.
Les prénoms polynésiens, notamment tahitiens, sont couramment donnés aux enfants nés en Polynésie française, quel que soit le lieu de naissance de leur mère.

##### Son enseignement
Le tahitien est enseigné :
- en Polynésie française, dans l'enseignement primaire et secondaire ainsi qu'à la Maison de la Culture de Papeete ;
- à l'université de la Polynésie française, qui propose également une initiation en ligne au tahitien[26] ;
- en métropole, à l'Institut national des langues et civilisations orientales (INALCO).

##### Son statut juridique
Dans un arrêt du 29 mars 2006, (Haut-commissaire de la République en Polynésie française, M. Fritch, no 282335), le Conseil d'État a annulé une disposition du règlement intérieur de l'Assemblée de la Polynésie française, autorisant les orateurs à s'exprimer « en langue française ou en langue tahitienne ou dans l'une des langues polynésiennes », estimant que cette disposition était contraire à l'article 57 de la loi organique du 27 février 2004, qui dispose : « Le français est la langue officielle de la Polynésie française. Son usage s'impose aux personnes morales de droit public et aux personnes de droit privé dans l'exercice d'une mission de service public ainsi qu'aux usagers dans leurs relations avec les administrations et services publics ».
La Constitution de 1958 dispose depuis la réforme de 2008 en son article 75-1 que « les langues régionales appartiennent au patrimoine de la France. »

##### Le rôle de l'Académie tahitienne
L'Académie tahitienne, créée en 1972, a pour objectif de sauvegarder, d'enrichir et de promouvoir la langue tahitienne. Elle est notamment à l'origine d'une grammaire, de dictionnaires et de lexiques tahitiens.

##### Le tahitien dans la littérature
L'utilisation littéraire du tahitien est promue à partir des années 1970 par un groupe de personnalités à l'origine de l'Académie tahitienne. La littérature tahitienne moderne est illustrée notamment par Henri Hiro (1944-1990), Flora Devatine (née en 1942 ; membre de l'Académie) et Jean-Marc Pambrun (1953-2011), mais est restée dans l'ensemble modeste.

#### Outils numérique
Le site de l'Académie tahitienne propose un dictionnaire tahitien-français/français-tahitien en ligne, qui permet de traduire les mots et d'écouter la prononciation de certains mots tahitiens.
En 2017, le service de la traduction et de l'interprétariat tahitien lance une application mobile de traduction français-tahitien et tahitien-français, Reo. En 2021, une version web est ajoutée, qui permet également des traductions entre le tahitien et l'anglais.

## Graphies et prononciation
Depuis les premières transcriptions, le tahitien a connu près d'une dizaine de graphies différentes. Aujourd'hui encore, le sujet fait débat entre les spécialistes de ces questions, particulièrement en ce qui concerne la notation de la glottale et dans une moindre mesure celle de l'allongement vocalique.
Deux systèmes d'écriture concurrents semblent néanmoins être les plus fréquemment utilisés :
- le système adopté par l'Académie tahitienne, officiel et adapté à tout type de locuteur car strictement phonétique ;
- le système de l'Église protestante māòhi dit « Raapoto », particulièrement adapté à un usage par les locuteurs natifs, car contenant des simplifications évidentes.

### Graphie recommandée par l'Académie tahitienne
Le système adopté par l'Académie tahitienne en 1975 et choisi par un vote de l'Assemblée territoriale de Polynésie française, reprend celui utilisé pour la plupart des langues polynésiennes. La glottale nommée ’eta est ainsi notée d'une apostrophe, soit droite ‹ ' ›, soit courbe ‹ ’ ›, soit l’apostrophe culbutée ‹ ʻ ›. Les voyelles allongées sont quant à elles surmontées d'un macron (ā, ē, ī, ō, ū) nommé tārava. Par exemple, le mot /ʔaːmui/ (« rassembler, lier les fruits en paquets ») est transcrit ‹ ’āmui ›.
Exemple avec la première phrase du ’Ia ora ’o Tahiti Nui, utilisant une apostrophe courbe :

« ’Ua rahu te Atua i tō’u ’āi’a, hono no’ano’a ō te motu rau, heihei i te pua ri’i au ē, e firi nape mōrohi ’ore, ’o tā’u ïa e fa’ateniteni nei. »

— Bougues et al.
| a | e | f | h | i | k | m   | n |
| o | p | r | t | u | v | (’) |   |

La lettre k est présente dans plusieurs mots tahitiens, principalement des mots d’emprunt.

### Graphie «Raapoto»
Le système de l'Église protestante māòhi dit « Raapoto », du nom de son auteur, Turo a Raapoto, note la glottale en surmontant la voyelle qui la suit d'un accent grave (à, è, ì, ò, ù) nommé tuì et l'allongement vocalique d'un macron appelé tāumi. Néanmoins lorsque la voyelle longue est combinée à la glottale, celle-ci est surmontée d'un accent circonflexe nommé tāfare. Lorsque l'occlusive glottale est entre deux voyelles identiques, elle n'est pas transcrite. /ʔaːmui/ est ainsi transcrit ‹ âmui ›.
Exemple avec la première phrase du Ia ora o Tahiti Nui, en vert les différences avec la graphie de l'Académie :

« Ua rahu te Atua i to ù âià, hono noànoà o te motu rau, heihei i te pua rii au e, e firi nape mōrohi òre, o ta ù ia e faateniteni nei. »

— Bougues et al.

### Enseignement
L'enseignement du tahitien du primaire au supérieur se fait aujourd'hui selon l'une ou l'autre des graphies en fonction des choix ou partis pris des enseignants ou de leurs formateurs, ce qui n'est pas sans poser de problèmes sur le plan de la cohérence pédagogique.

### Alphabet
Selon la graphie de l'Académie tahitienne, l'alphabet tahitien se compose de 13 lettres et de trois signes diacritiques (l'apostrophe, le macron et le tréma).

#### Consonnes
| Modes d’articulation | Points d’articulation | Points d’articulation | Points d’articulation | Points d’articulation | Points d’articulation | Points d’articulation | Points d’articulation |  |
| Modes d’articulation | Labial                | Labial                | Labial                | Labial                | Coronal               | Coronal               | (aucun)               |  |
| Pulmoniques          | Bilabial              | Bilabial              | Lab.-dent.            | Lab.-dent.            | Alvéol.               | Alvéol.               | Glottal               |  |
| Nasales              |                       | m [m] (mō)            |                       |                       |                       | n [n] (nū)            |                       |  |
| Occlusives           | p [p] (pī)            |                       |                       |                       | t [t] (tī)            |                       | ’ [ʔ] (’eta)          |  |
| Fricatives           |                       |                       | f [f] (fā)            | v [v] (vī)            |                       |                       | h [h] (hē)            |  |
| Roulées              |                       |                       |                       |                       |                       | r [r] (rō)            |                       |  |

#### Voyelles
Le tahitien compte cinq voyelles notée a, e, i, o, u.
Comparativement au français, les lettres i et o se prononce de manière similaire ; la lettre a est plus proche de l'antérieure [a] que de la prononciation française standard [ä] ; la lettre e se prononce [e] comme le graphème ‹ é › en français ; la lettre u se prononce [u] comme le digramme français ‹ ou ›.
Le tahitien a deux degrés de quantité vocalique : bref et long. L'accent tonique suit la voyelle longue.
|            | Antérieures                   | Antérieures        | Postérieures | Postérieures       |  |
| Fermées    | i [i] (ī) ï [i] (ī toro ’a’ī) | ī [iː] (ī tārava)  | u [u] (ʻū)   | ū [uː] (ʻū tārava) |  |
| Mi-fermées | e [e] (ē)                     | ē [eː] (ē tārava)  | o [o] (ʻō)   | ō [oː] (ʻō tārava) |  |
| Ouvertes   | a [a] (ʻā)                    | ā [aː] (ʻā tārava) |              |                    |  |

### Altération de la prononciation
Certaines diphtongues sont usuellement prononcées comme des monophtongues sans que cela soit considéré comme incorrect (par exemple ‹ a’e › dans pīra’e se prononce usuellement [ɛ]. D'autres modifications sont considérées[Par qui ?] comme fautives : par exemple ‹ iho › dans vaiiho se prononce usuellement [ ʃ ] (comme en français le digramme ‹ ch ›).

## Quelques éléments de la syntaxe
Afin de faciliter les comparaisons, les phrases d'exemple ci-dessous sont identiques à celles données dans l'article maori des îles Cook.

### Déictiques personnels
Comme la plupart des langues d'Océanie, le tahitien fait pour cette catégorie de termes une distinction entre le duel et le pluriel, et entre l'inclusif et l'exclusif (distinctions que l'on retrouve dans les langues malayo-polynésiennes en général).

#### Singulier
- Vau : je, moi ; `ua 'amu vau i te i'a : « J'ai mangé le poisson » ; E haere au i te fare ha’api’ira’a ānānahi : « J'irai à l'école demain » ; E 'ārote au inānahi, no te ua rā, 'ua fa'aea vau : « J'allais hier labourer (le champ), mais j'ai dû abandonner car il a plu ». À noter que « vau » devient « au » après « e » et « i ».
- 'oe : tu, toi ; 'ua 'amu 'oe i te i'a : « Tu as mangé le poisson » ; 'ua fa'a'ino 'oe tō mātou pereo'o : « Tu as cassé notre voiture » ; 'o 'oe ho'i, te ta'ata ta te ha'avā e 'imi nei : « Tu es l'homme que la police recherche ».
- 'ōna/'oia : il, lui, elle ; 'ua amu 'ōna i te i'a : « Il/elle a mangé le poisson » ; 'Eaha 'ōna i haere mai ai ? : « Pourquoi est-il/elle venu(e) ? » ; 'aita 'ona i 'ō nei : « Il/elle n'est pas là ».

#### Duel
- Tāua : inclusif, nous deux (inclusif : toi et moi) ; 'ua amu tāua i te i'a : « Nous (toi et moi) avons mangé le poisson » ; haere tāua : « Allons-y » ; 'o tō tāua hoa tē tae mai ra : « Nos amis arrivent ».
- Māua : nous deux, (exclusif : lui/elle et moi) ; 'ua amu māua i te i'a : « Nous (lui/elle et moi) avons mangé le poisson » ; e ho'i māua ma Titaua i te fare : « Titaua et moi rentrons chez nous » ; No māua tera fare : « Cette maison est la nôtre ».
- 'ōrua : vous deux ; 'ua amu 'ōrua i te i'a : « Vous deux avez mangé le poisson » ; Haere 'ōrua : « Allez-y » ; Na 'ōrua teie puta : « Ce livre vous appartient à tous les deux ».
- Rāua : ils, elles (deux) ; 'ua amu rāua i te i'a : « Eux deux ont mangé le poisson » ; Nō hea mai rāua ? : « Où étiez-vous tous les deux ? » ; 'o rāua 'o Pā tei noho i te fare : « Lui (ou elle) et Pa sont restés chez eux ».

#### Pluriel
- Tātou : Nous (inclusif : vous - 2 ou plus - et moi) ; 'o vai tā tātou e tīa'i nei : « Qui attendons-nous ? » ; E'ore tā tātou amura'a toe : « Nous n'avons plus de nourriture ».
- Mātou : nous (exclusif : ils, elles et moi) ; 'o mātou ma Herenui i haere mai ai : « Nous sommes venus avec Herenui » ; 'ua 'ite mai 'oe ia mātou : « Tu nous as vus ».
- 'outou : Vous tous ; 'a haere atu 'outou, e pe'e atu vau : « Partez devant, je vous suis » ; o 'outou 'o vai mā i haere ai i te tautai ? : « Avec qui êtes-vous partis pêcher ? ».
- Rātou : Ils, elles, eux (plus de deux) ; 'ua pe'ape'a rātou 'o Teina : « Ils se sont se querellés avec Teina » ; Nō rātou te pupu pūai : « Ils ont l'équipe la plus forte ».

### Marqueurs aspectuels
L'aspect verbal est un élément important de la grammaire tahitienne ; il est marqué par des tournures ajoutées à la forme verbale :
- Tē… nei : Indique que l'action est en train de s'accomplir ; Tē mana'o nei au i te ho'i i te fare : « Je pense que je vais rentrer à la maison » ; Tē 'ata nei rātou : « Ils sont en train de rigoler » ; Tē tanu nei au i te taro : « Je plante du taro ».
- 'ia : Indique un souhait, un désir (voir également plus bas condition, supposition) ; 'ia vave mai ! e tāere tāua : « Dépêche toi ! nous allons être en retard » ; 'ia haere vitiviti, e pō teie : « Viens vite, il va bientôt faire nuit » ; 'ia tae mai i te 'ohipa ā te po'ipo'i Monirē : « Viens travailler lundi matin » ; Teie te pēpē'uru, 'ia 'amu 'oe : « Voici du pudding d'arbre à pain, manges en ».
- 'a : Exprime un ordre, un commandement, le devoir, l'obligation ; 'a pi'o 'oe i raro ! : « Baisse-toi ! ; 'a ti'a i ōnei ! : « Lève-toi de là ! ; 'a haere 'ōna e ti'i ia Teina : « Il devrait partir et aller chercher Teina » ; 'a fa'aea, e tēnā ta'ata 'eiā : « Arrête-toi là voleur ! ».
- 'eiaha/'iaha : marque l'interdiction ; 'eiaha e hi'o : « Ne regarde pas ! » ; 'eiaha e parau : « Ne parle pas ! » ; 'eiaha e haere, tē fa'apiha'a nei mina i te tī : « N'y va pas, Mina est en train de préparer (faire chauffer) le thé » ; 'ua a'o 'ōna ia tātou 'eiaha e ha'ape'ape'a ia rātou : « Il nous a prévenus que nous ne devions pas leur créer de problèmes ».
- e… ana : Exprime une action ou un état habituel ; E noho ana 'ōna i Fare i tē reira taime : « À cette époque, il vivait à Fare (Huahine) » ; E haere ana 'oe i te 'ori ? : « Est-ce que tu as l'habitude d'aller danser ? » ; E tāere ana 'ōna : « Il est toujours en retard ».
- e : Exprime une action ou un état inaccompli ; e hīmene Mere ānapo : « Marie chantera ce soir » ; 'ua kite vau e riri rātou : « Je sais qu'ils seront en colère ».
- 'ua : Exprime une action accomplie, un état présent (perçu comme différent d'un état précédent), ou la surprise : 'ua 'ite mai 'oe ia mātou : Tu nous as vus ; 'ua maita'i 'oe ? : Cela va mieux maintenant ? ;  'ua oti te tu'era'a popo : Le match de foot est terminé ; 'ua riri au : « Je suis mécontent, en colère » ; 'ua nehenehe : « Comme c'est beau ! ».
- I…nei : Exprime une action définitivement terminée ou un état passé. I fānau 'aia i Tahiti nei : « Elle est née ici à Tahiti ».
- I... iho nei : Exprime une action terminée mais dans un passé immédiat. I tae mai iho nei 'ōna : « Il vient juste d'arriver ».
- 'ahiri/'ahani : exprime une condition, une supposition irréelle ; 'ahani 'oe i fa'atōroa ia'u, ua noho mai vau i Tahiti nei : « Si tu m'avais donné un travail, je serais resté ici à Tahiti » ; 'ahiri te pahī i ta'ahuri, 'ua pohe pau roa ia tātou : « Si le bateau avait chaviré, nous serions tous mort ».
- 'aita : exprime la négation. 'aita vau e ho'i mai : « Je ne reviendrai pas » ; 'aita 'ōna i fānau i Huahine nei : « Elle n'est pas née ici à Huahine ».

## Perspectives futures
Pour Louise Peltzer, le retour des langues polynésiennes dans les écoles depuis les années 1980 assure l’attachement des Polynésiens à leurs langues vernaculaires. Jacques Vernaudon disait en 2015 : « si on ne fait rien, dans une génération nous aurons affaire à une langue morte ». Pour Jacques Leclerc, la disparition du tahitien est probable à terme. Son influence restera néanmoins forte dans le français parlé en Polynésie.